# Trialeurodes vittatus
Trialeurodes vittatus là một loài côn trùng cánh nửa trong họ Aleyrodidae, phân họ Aleyrodinae.
Trialeurodes vittatus được Quaintance miêu tả khoa học đầu tiên năm 1900.